# Rising Antivirus
Beijing Rising International Software Co основана в апреле 1998 года. Создана на основе компьютерного отдела разработки Beijing Rising Computer Technology (предприятие основано в 1991 г., в г. Пекине, Китай).
Компания имеет филиалы и отделения в Шанхае, Гуанчжоу, Австралии и Пекине. Является одним из крупнейших в Китае производителей антивирусного программного обеспечения, насчитывает более 500 сотрудников. (До 2010 года включительно продукт имел торговое название ЖУЙСИН и размер около 280 мБ). На 01.12.16 года компания прекратила поддержку и возможность скачивания английской версии, но поддерживает все последние раннее скачанные версии с обновлением баз.

## Программные продукты
- Rising Antivirus
- Rising Antivirus Free Edition (бесплатен для персонального использования)
- Rising Firewall
- Rising Internet Security
- Rising PC Doctor (бесплатная утилита)